# Cabezo de Los Rincones de Mazarrón
El cabezo de Los Rincones es un pequeño conjunto de conos volcánicos que pertenece al municipio de Mazarrón, en la Región de Murcia, España. Se sitúa al sur de la sierra del Algarrobo; y al orte de la capital municipal; y se halla bordeada por la autopista AP-7.

## Conos volcánicos de Los Rincones
- El Cabezo de Los Rincones es el cono volcánico más alto. Redondeado y de forma cónica, es en sí un cabezo. 37.615326° -1.283804°
- Peña Rubia mide 268 m y es también redondo y de forma cónica. 37.610881° -1.279221°
- Los Muleros es el único de los cuatro volcanes que tiene cráter. Mide 247 m de altitud y su cráter, tiene 400 m de diámetro. 37.613461° -1.290521°
- Altos de Los Reverlos son los restos de un pequeño volcán, que solo conserva parte de una pared de su cráter desaparecido. Es el volcán más bajo, teniendo solo 224 m 37.621697° -1.282364°

## Vulcanismo
Su roca más dominante es la andesita.